# هوب ساندوفال
هوب ساندوفال (بالإنجليزية: Hope Sandoval) (و. 1966  م) هي مغنية، وكاتبة غنائية، ومغنية مؤلفة، وملحنة أمريكية، ولدت في لوس أنجلوس.

## روابط خارجية
- هوب ساندوفال على موقع IMDb (الإنجليزية)
- هوب ساندوفال على موقع ميوزك برينز (الإنجليزية)
- هوب ساندوفال على موقع إن إن دي بي (الإنجليزية)
- هوب ساندوفال على موقع أول ميوزيك (الإنجليزية)
- هوب ساندوفال على موقع ديسكوغز (الإنجليزية)